# Ardisia herbert-smithii
Ardisia herbert-smithii là một loài thực vật có hoa trong họ Anh thảo. Loài này được (Rusby) Standl. mô tả khoa học đầu tiên năm 1929.